# Heinrich Lhotzky
Heinrich Lhotzky (* 21. April 1859 in Claußnitz; † 24. November 1930 in Ludwigshafen am Bodensee) war ein deutscher Schriftsteller.

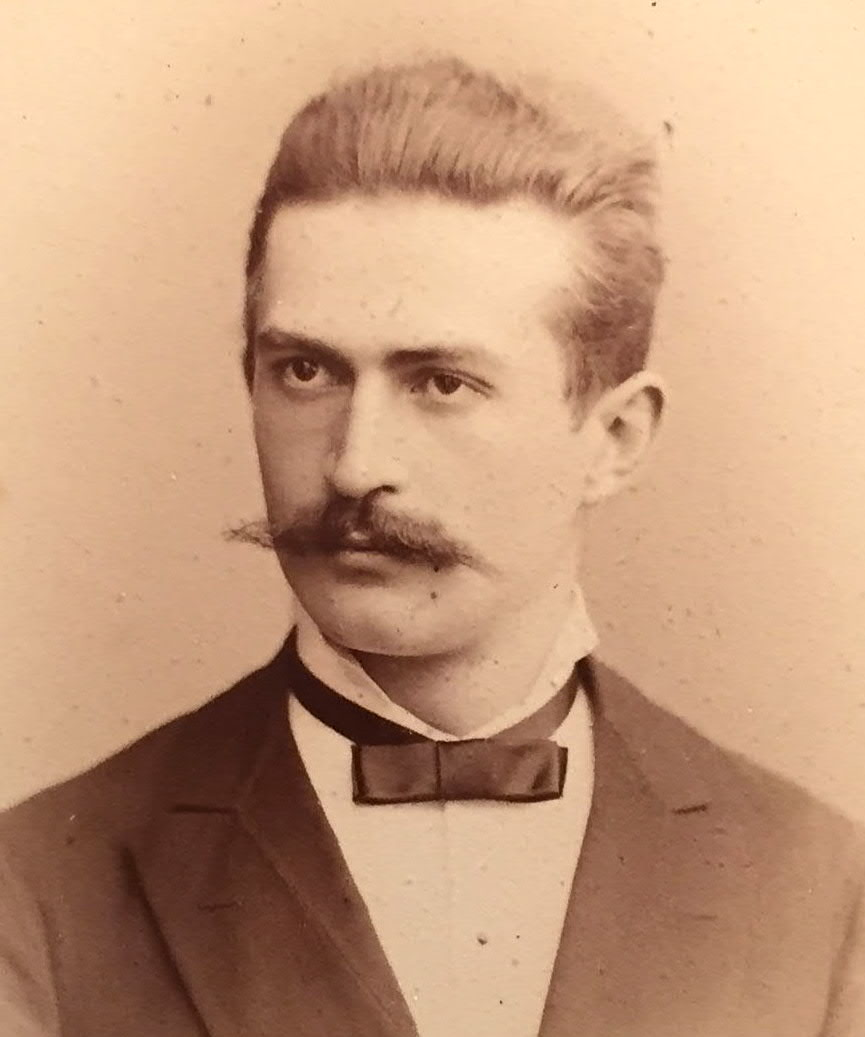
Heinrich Lhotzky, um 1880

## Leben
Heinrich Lhotzky wurde durch das Glaubenszeugnis und die Gemeinschaft in der Herrnhuter Brüdergemeine geprägt. Er studierte protestantische Theologie, promovierte und war von 1886 bis 1890 Pastor für die deutschen Auslandsgemeinden in Bessarabien, danach, von 1890 bis 1901, Seelsorger in der Schweizer Kolonie Zürichtal auf der Krim.
Nach Deutschland zurückgekehrt, gründete Heinrich Lhotzky zusammen mit Johannes Müller die Grünen Blätter und 1903 die Pflegestätte persönlichen Lebens auf Schloss Mainberg. Im April 1904 kam es zur Trennung und Lhotzky verpflichtete sich, in Unterfranken keine vergleichbare Einrichtung zu gründen.
Lhotzky zog als freier Schriftsteller in die Nähe Münchens und machte sich als Autor von Ratgebern, Erzählungen und Romanen einen Namen, die religiöse Themen behandelten und teilweise hohe Auflagen erreichten. Ab 1910 lebte er in Ludwigshafen am Bodensee. Zu seinen Nachfahren gehört Olaf Dähmcke, Professor für Baustofflehre und Massivbau an der Universität-GH Siegen.

## Schriften (Auswahl)
- Koautor der Grünen Blätter – Blätter zur Pflege des persönlichen Lebens (1898–1904)
- Hrsg. der Zeitschrift Leben (1905–1911), auch Die roten Blätter genannt
- Der Weg zum Vater, 1903
- Die Seele deines Kindes. Arbeiten und nicht Verzweifeln. [2. Auflage] 1908 (auch im Projekt Gutenberg).
- Vom Erleben Gottes. Auszüge. Karl Robert Langewiesche Verlag, Königstein im Taunus / Leipzig 1908 (auch im Projekt Gutenberg).
- Das Buch der Ehe. 1911 (auch im Projekt Gutenberg).
- Um den Völkerfrieden. Die Lese, Stuttgart 1915
- Wenn man alt wird, 1919
- Der Planet und ich. Lebenserinnerungen und Zukunftsgedanken. Haus Lhotzky Verlag, Ludwigshafen 1925 (auch im Projekt Gutenberg).
- Lebe Kämpfe Siege. 1929 (auch im Projekt Gutenberg).

## Einzelbelege
1. ↑  Karl Stumpp: Verzeichnis der ev. Pastoren in den einzelnen deutschen und gemischten Kirchspielen in Russland bzw. der Sowjetunion, ohne Baltikum und Polen. In: Joseph Schnurr (Hg.): Die Kirchen und das religiöse Leben der Russlanddeutschen. Bd. 2: Evangelischer Teil. Landsmannschaft der Deutschen aus Russland, Stuttgart, 2., überarbeitete und verbesserte. Aufl. 1978, S. 116–234.
2. ↑  Norbert Rütsche: Kolonie Zürichtal: Vor 200 Jahren von Schweizer Auswanderern gegründet. In: Volk auf dem Weg, Jg. 55 (2004), Heft 10, S. 26–33.
3. ↑  Harald Haury: Von Riesa nach Schloss Elmau. Johannes Müller (1864–1949) als Prophet, Unternehmer und Seelenführer eines völkisch naturfrommen Protestantismus. Gütersloher Verlagshaus, Gütersloh 2005, ISBN 3-579-02612-7, S. 53 und 81.
4. ↑  Walter Habel (Hrsg.): Wer ist wer? Das deutsche Who’s who. 24. Ausgabe. Schmidt-Römhild, Lübeck 1985, ISBN 3-7950-2005-0, S. 201.

| Personendaten    | Personendaten            |
| ---------------- | ------------------------ |
| NAME             | Lhotzky, Heinrich        |
| KURZBESCHREIBUNG | deutscher Schriftsteller |
| GEBURTSDATUM     | 21. April 1859           |
| GEBURTSORT       | Claußnitz                |
| STERBEDATUM      | 24. November 1930        |
| STERBEORT        | Ludwigshafen am Bodensee |